# ذئبة شائعة
الذئبة الشائعة أو الذئبة العادية (بالإنجليزية: Lupus vulgaris)‏ هي إحدى أشكال الدرن الجلدي، وهي مؤلمة ذات شكل عقديّ، تظهر في الوجه حول الأنف والأجفان والشفتين والخدين والأذنين  قد تتحول إلى تقرحات جلدية إذا تركت دون علاج. في القرن التاسع عشر، تميزت الذئبة الشائعة بطبيعتها التقدمية المزمنة التي تستمر لعشرات السنين حيث لم يكن هناك علاج في ذلك الوقت حتى اخترع نيلس ريبرغ فينسن استخدام «أشعة الضوء المركزة» للعلاج فيما يعرف باسم العلاج بالضوء وحاز جائزة نوبل على هذا الاختراع.